# Embolanthera
Embolanthera é um género botânico pertencente à família Hamamelidaceae.